# セルジューク・東ローマ戦争
セルジューク・東ローマ戦争（セルジューク・ひがしローマせんそう）は、セルジューク朝、および後継国家のルーム・セルジューク朝と、東ローマ帝国およびニカイア帝国との間に起こった戦争である。
マラズギルトの戦いでの東ローマ帝国の大敗後、アナトリア半島へのテュルク民族の流入が続き、アナトリアのテュルク化が進行した。コムネノス朝とルーム・セルジュークは一進一退の攻防を繰り広げたが、オスマン帝国によってルーム・セルジュークが滅ぼされ、この戦争は終わった。

## セルジュークのアナトリア進出
1045年に東ローマ帝国はアルメニアを征服した。これによって東ローマ帝国は、すでにイランを支配下におさめていたセルジューク朝と領土を接することとなり、直接セルジュークの侵攻をうける事になる。東ローマ皇帝コンスタンティノス10世ドゥーカスは経費削減のため、グルジアとアルメニアの兵士からなる防衛隊を解散させてしまった。こうして守備力がなくなったアルメニアは徹底的にセルジューク朝の攻撃を受ける事になり、1064年にアルプ・アルスラーンによってアルメニアは完全に征服された。東ローマ皇帝ロマノス4世ディオゲネスは大勢の傭兵を引き連れてセルジューク討伐に向かったが、マラズギルトの戦いで大敗し捕虜になってしまう。これでアナトリアの防衛も崩壊し、さらに内紛で動揺していた東ローマはアナトリアをセルジュークに占領されてしまった。

## コムネノス家とセルジュークの戦い
1081年に皇帝に即位したアレクシオス1世コムネノスは西欧に傭兵の提供を求めた。これは十字軍襲来と言う予期せぬ結果をもたらしたが、ともかくアレクシオスは十字軍とともにセルジュークと戦い、ニカイアを取り戻した。さらに1118年に即位したヨハネス2世コムネノスは黒海やエーゲ海沿岸の領土を取り戻した。（その中にはコムネノス家の領地だったカスタモンも含まれていた）ヨハネス2世はその後、シリアで事故死し、そのあとをマヌエル1世コムネノスがついだ。即位当初はセルジュークを服従させていたマヌエルだったが、セルジュークが神聖ローマ帝国と好を通じたため、マヌエルは1176年にセルジューク討伐を開始したがミュリオケファロン峠でセルジューク軍の待ち伏せ攻撃を受け、敗北した。この敗戦で意気消沈したマヌエルはセルジュークと和約を結び、間もなく死去してしまった。

## 主な戦い
- バイブルトの戦い
- マラズギルトの戦い
- カスタモンの戦い
- ネオカエサリアの戦い
- ミュリオケファロンの戦い
- メアンドロス川の戦い